# 琴桃川凛
琴桃川凛（ことがわ りん、1959年 - ）は、日本のロックミュージシャン。ロックバンド・連続射殺魔のリーダー。本名は和田哲郎で、連続射殺魔時代は本名で活動していた。

## 来歴
1975年、都内の高校生だった和田哲郎（ヴォーカル、ギター）は、後にじゃがたらに参加する同じ高校の川辺徳行（ドラムス）らと共に「連続射殺魔」を結成。
1976年、後に山崎春美のガセネタや灰野敬二の不失者に参加する浜野純（ベース、ガセネタではギター）、後に劇団「キラキラ社」で演出・脚本を担当する山本哲らをメンバーに加え、デモテープなどを制作。
1977年、「ロック・マガジン」編集長の阿木譲の誘いで、京都へ移住。関西と関東を行き来しながらライブを行った。なお、この頃の渋谷屋根裏の音源が後にCDとしてリリースされている。
1980年、1st.シングル「愛して欲しい」を自らのレーベルHIP RECORDから発表。しかし、「連続射殺魔」はメンバーチェンジを繰り返し活動を休止。和田は、別のバンド「サティ&レボリューション」を結成し1年ほど活動。
1981年、東京に戻り、山本哲の誘いで劇団「キラキラ社」の音楽を担当。なお、「キラキラ社」にはラッパーになる以前のECDも所属していた。
1982年、再び「連続射殺魔」名義で2nd.シングル「Oh！CHILD」を発表。また、徳間ジャパンからリリースされた、当時インディーズ・シーンで活躍していたバンドを集めたオムニバス・アルバム「REBEL STREET」に町田町蔵との共作「ボリス・ヴィアンの憤り」で参加。
1983年から、じゃがたらのスタジオやライブでミキサーとして活躍。その交流から、じゃがたらの渡邊正己をゲスト・ヴォーカルに迎え、12インチEP「Pimp Model」を発表。じゃがたらの8インチEP「家族百景」、そして山口冨士夫の8インチEP「RIDE ON！」にギター等で参加。
1984年から1985年にかけて、「SHARL」、「Mu & Rock'n'Roll Music」として活動し、立て続けにソノシートをリリースする。また、1976年に録音した音源などを元にしたアルバム「SHARL」をLPでリリース。
1987年頃から、本名ではなく「琴桃川凛」と名乗り始め、金杉明弘（ギター他）等と「琴桃川凛メイキングラブ」を結成。上半身裸にビキニ・パンツ一枚等の過激な格好でライブを行うようになる。早川岳晴、富樫春生、山木秀夫、梅津和時、ジョン・ゾーン、フレッド・フリス等、多数のミュージシャンと度々共演ライブを行い、琴桃川はギター以外にもシンセサイザー、琵琶、ハープ等も演奏。その作品がビデオ、レコード等で多数発表されている。
90年代中頃からしばらくの間、表立った活動を行っていなかったが、2001年、「琴桃川凛マイ・フェイヴァリット・シングス」を結成し、活動を再開。9・11テロをテーマにしたミニ・アルバム等を発表した。
2002年、OZ DISCより、連続射殺魔時代のライブを収録したアルバム「'78.3.26渋谷屋根裏」、連続射殺魔からSHARL、Mu & Rock'n'Roll Musicまでのシングル、ソノシート等を収録したベスト・アルバム「玉琴へのジョギング」をリリース。ベスト・アルバムのブックレットには、町田町蔵、江戸アケミらとの詳細な交流エピソードが描かれている。
2004年、「文藝春秋」誌上にて、中学校の同級生である作家の坪内祐三 、翻訳家の松本百合子との3人で座談会を行った。なお、この頃からライブ活動は行っていない。

## ディスコグラフィー
連続射殺魔
- 「愛して欲しい/G線上のアリア」7インチシングル（1980）
- 「Oh！CHILD/素敵な貴方/甘美憂鬱」7インチEP（1982）
- 「Pimp Mobel」12インチEP（1983）　※じゃがたらの渡邊正己がヴォーカルで参加
- 「SHARL」LP（1985）  ※1976年に録音した音源などを元にしたアルバム
- 「'78.3.26渋谷屋根裏」CD (2002)  ※ライブ・アルバム
- 「玉琴へのジョギング(連続射殺魔シングル・コレクション＆アザー・ワークス)」2枚組CD (2002)  ※ベスト・アルバム

SHARL
- 「Mobile Chocolate」7インチソノシート（1984）
- 「New Bop」7インチシングル（1985）
- 「good night」7インチソノシート（1985）
- 「Shake Your Hip」7インチソノシート（1985）
- 「84･12･4　Yaneura Live」カセットテープ
- 「MOLLUSCA」カセットテープ
- 「Sleeper hold」カセットテープ
- 「W arm suplex hold」カセットテープ

Mu & Rock'n'Roll Music
- 「New Big Barn」7インチソノシート（1985）
- 「I want your 'The BIG'」7インチソノシート（1985）
- 「All together now」7インチソノシート（1986）
- 「IYA・NANO」7インチシングル（1987）
- 「くりいむ シャール ～Mu & Rock'n'Roll Music」VHSビデオ　※早川岳晴、富樫春生、山木秀夫等との共演ライブを収録

琴桃川凛
- 「AFUFU NY」8インチソノシート（1987）　※ジョン・ゾーン・プロデュースのライブ盤
- 「Live at The Kitchen」カセットテープ（1987）　※琴桃川凛 with フレッド・フリス名義
- 「It's the SHOW time」VHSビデオ（1987）　※1987年4月25日、Romanischer Cafeでの山木秀夫との共演ライブを収録
- 「It's A Rin's Rin's Rin's World」VHSビデオ（1988）　※1988年、六本木インクスティック、インクスティック芝浦ファクトリー、マンダラ2等でのライブを収録
- 「みちゃう～Live Roppongi Ink Stick 1988 Feb 10」VHSビデオ（1988）　※1988年2月10日、六本木インクスティックでのライブを収録
- 「BATTO」VHSビデオ（1988）　※梅津和時、富樫春生との共演ライブを収録
- 「Poison」VHSビデオ（1989）
- 「KURI2 X'mas」VHSビデオ（1989）　※1988年クリスマスライブを収録
- 「FINISH PAPER」VHSビデオ（1989）　※1989年のライブを収録
- 「喪喪喪の悶」VHSビデオ（1989）　※1989年1月7日、マンダラ2でのライブを収録
- 「おももだち」VHSビデオ（1989）　※1989年6月22日、マンダラ2でのライブを収録
- 「ももカセ」カセットテープ（1989）　※1989年6月22日、マンダラ2でのライブを収録
- 「Love Seat」VHSビデオ（1989）　※1989年9月22日、エッグプラントでのライブを収録
- 「Technical Paper」VHSビデオ（1989）　※ジョン・ゾーン、PILL（Lip Cream）との共演ライブを収録
- 「美人数珠つなぎ　性と文化の大革命vol.2」VHSビデオ（1992）　※1992年2月13日、インクスティック鈴江ファクトリーでのライブを収録

琴桃川凛メイキングラブ
- 「なくなっちゃった」8インチソノシート（1987）
- 「それでも好き？」CDシングル（1990）
- 「愛して欲しい -ニュージャック・ヴァージョン」CDシングル（1991）
- 「ぱぴぴ発狂食品」CD（1992）　※ミニ・アルバム

琴桃川凛マイ・フェイヴァリット・シングス
- 「MY FAVORITE THINGS SUITE」CD（2001）　※ミニ・アルバム
- 「世界中亜米利加」CDシングル（2001）
- 「ラマダン・クリスマス(アメリカ人に断食を)」CD（2002）　※ミニ・アルバム

オムニバス
- 「REBEL STREET」LP/CD（1982）　※「ボリス・ヴィアンの憤り(和田哲郎 with 町田町蔵) 」を収録